# Siratus perelegans
Siratus perelegans is een slakkensoort uit de familie van de Muricidae. De wetenschappelijke naam van de soort is voor het eerst geldig gepubliceerd in 1965 door Vokes.